# Comté de Mahoning
Le comté de Mahoning (en anglais : Mahoning County) est un des 88 comtés de l’État de l’Ohio, aux États-Unis.
Son siège est fixé à Youngstown.